# Rob Heirbaut
Rob Heirbaut (Sint-Niklaas, 14 november 1967) is een Belgisch politiek journalist. Hij is verbonden aan de nieuwsdienst van de VRT, eerst als algemeen verslaggever en sinds 2002 als specialist Europese Unie. Voor Het Journaal doet hij onder meer de rechtstreekse verslaggeving naar aanleiding van bijeenkomsten van de Europese Raad.
Hij studeerde Rechtsgeleerdheid aan de Rijksuniversiteit Gent.
In 2008 won hij samen met de Gentse hoogleraar Hendrik Vos de Wablieft-prijs voor klare taal voor het boek Hoe Europa ons leven beïnvloedt.
In datzelfde jaar nam hij deel aan het Groot Dictee der Nederlandse Taal, in de categorie van de prominenten.
Samen met Hendrik Vos maakte hij ook de televisiereeks Het IJzeren Gordijn, die in het najaar van 2014 door Canvas werd uitgezonden. Met de fiets trokken beide presentatoren langs het traject van het IJzeren Gordijn dat in 1989, vijfentwintig jaar eerder, was gescheurd, wat het einde van de Koude Oorlog betekende.
Tegen het einde van dat jaar maakten beiden ook jaarlijks een ludiek Europees jaaroverzicht, dat ze in enkele zalen in Vlaanderen brachten voor een breder publiek.